# Ildefonso de Iniesta Bejarano y Durán
Ildefonso de Iniesta Bejarano y Durán o Alfonso Antonio de Iniesta Bejarano y Durán, (Ciudad de México, 23 de enero de 1716 – ibid., 6 de octubre de 1781) fue un arquitecto novohispano de mediados del siglo XVIII, considerado el máximo exponente nacido en México del estilo churrigueresco. 

## Biografía
Provenía de una afamada familia de arquitectos, su padre fue el arquitecto José Miguel de Iniesta, y era sobrino de Miguel Custodio Durán y tío a su vez de José Joaquín García de Torres. Gran parte de su vida trabajó en las obras hidráulicas de la ciudad, participó en el reconocimiento de ríos, lagunas, desagües, albarradones y compuertas, acequias y realizó un plano de la Ciudad de México en 1778.
De sus principales obras destacan la Iglesia de la Santísima y la remodelación de la Universidad, ambas en Ciudad de México, así como el Oratorio de San Felipe Neri también en esta ciudad, el cual no pudo concluir ya que el templo en obra fue dañado por el terremoto de 1768 y la orden filipense decidió no continuar la obra ya que recibieron el templo de La Profesa, que había sido propiedad de los jesuitas, expulsados el año anterior de los territorios españoles. Compitió con el arquitecto Lorenzo Rodríguez en dos convocatorias: en la remodelación de la Universidad, en la que ganó su proyecto, y en la construcción del Sagrario Metropolitano, la cual ganó Rodríguez. 
Participó en la elaboración de las ordenanzas de arquitectura de 1746 junto con los arquitectos Miguel Custodio Durán, José Eduardo de Herrera, Lorenzo Rodríguez, Bernardino de Orduña, Manuel Álvarez, José de la Roa y José González.
Pasó parte de su vida en litigios y reclamaciones y murió en la miseria mientras dirigía la construcción de la Iglesia de la Soledad. Cabe destacar que el proyecto original fue suyo, pero fue modificado para adaptarse a los lineamientos del estilo neoclásico.
Por la similitud con algunas de sus obras, varios historiadores del arte mexicano le atribuyen la construcción de la Casa de los Mascarones en el antiguo barrio de San Cosme.

## La universidad
El arquitecto Ildefonso de Iniesta ganó la convocatoria para la remodelación de la Universidad, en la cual realizó la fachada principal, las portadas de la capilla, del salón general y la escalera. La fachada fue destruida unos años después para poner en su lugar una de estilo neoclásico, obra de José Antonio González Velázquez; la escalera fue destruida con el resto del edificio hacia 1908 por orden de Justo Sierra, la portada de la capilla se encuentra desaparecida aunque existen fotografías de ella y la portada del salón general fue rescatada de una bodega en 1923 por José Vasconcelos y se encuentra en la fachada del Colegio Máximo de San Pedro y San Pablo.

## Obras destacadas
- Oratorio de San Felipe Neri (inconcluso) (1753-1768).
- Remodelación de la Universidad (Destruida) (1758-1761).[7]
- Colegio de Niñas (1768).
- Iglesia de la Santísima (1755-1781).[6]
- Iglesia de la Santa Veracruz (1776-1768).
- Fachada y torre del Templo de San Francisco Javier en Tepotzotlán.
- Acueducto de los Remedios (1765).

## Galería de imágenes
|                             |
| Oratorio de San Felipe Neri |

|                                             |
| Portada del salón general de la Universidad |

|                  |
| Colegio de niñas |

|                                  |
| Iglesia de la Santísima Trinidad |

|                                |
| Parroquia de la Santa Veracruz |

|                                                |
| Iglesia de San Francisco Javier en Tepotzotlán |

|                           |
| Acueducto de los Remedios |